# Mehmed Alajbegović
Mehmed Alajbegović (Bihać 7. maja 1906 – Zagreb 7. juna 1947) je bio hrvatski političar, diplomata i pravnik.

## Biografija
Mehmed Alajbegović je rođen u begovskoj porodici, 7. maja 1906. u Bihaću, u tadašnjoj Austro–Ugarskoj monarhiji, gde su mu i otac i deda bili gradonačelnici. Mehmed je tu i završio osnovnu i srednju školu. Godine 1928. seli se u Zagreb, gde je na tamošnjem univerzitetu diplomirao i 1934. godine doktorirao pravo. Tokom boravka na univerzitetu, boravio je u mnogim zemljama, a najviše se zadržao u Parizu, gde je učio francuski jezik i gde se usavršavao u struci.
Posle što je bio sudski koncipijent, imenovan je sudijom Kotarskog suda u Prozoru. Ostao je upamćen kao vrlo marljiv pravnik, a najveća želja mu je bila da predaje šerijatsko pravo na univerzitetu, koje je učio na Visokoj školi u Alžiru i završio 1940. godine. Još od 1938. godine, bio je sudija i sekretar Upravnog suda u Zagrebu.

### NDH
Nakon osnivanja Nezavisne Države Hrvatske, 1941, radi u internacionalnoj službi napustivši plaćeno nastavništvo islamskog prava na zagrebačkom univerzitetu.
U avgustu 1941. godine imenovan je sekretarom u podvladi ministarstva spoljnih poslova, a 27. januara 1942. godine imenovan je generalnim konzulom NDH u Minhenu. Radeći tamo, razvio je veliku aktivnost među hrvatskim radnicima na radu u Nemačkoj.
11. oktobra 1943. godine je postao ministar staranja za postradale krajeve, a to je ministarstvo imalo zadatak da brine za preko 300.000 izbeglica iz raznih delova NDH, među kojima je bio veliki broj muslimana iz istočne Bosne, Hercegovine i Sandžaka, koji su bežali pred četnicima. Alajbegović je organizovao izbegličke kuhinje, nabavljao hranu i odeću te sklanjao izbeglice u bezbednija mesta.
Početkom maja 1944. godine imenovan je ministrom spoljnih poslova NDH umesto dr. Stijepa Perića. Na toj dužnosti ostao je do sloma NDH. Lično je bio u Pavelićevoj pratnji dok je ovaj posetio Hitlera 18. i 19. septembra iste godine. Pred kraj rata, kada se sve više činilo da će Sile Osovine izgubiti, učestvovao je u pokušajima povezivanja vlasti NDH sa slovenačkim (Leon Rupnik) i crnogorskim (Sekula Drljević) nacionalistima te srbijanskim monarhistima (Dragoljub Mihailović). Cilj je bio da se oformi antikomunistički blok koji bi se borio protiv Titovih partizana. Računalo se da bi i zapadni Saveznici mogli da pomognu, dok bi za uzvrat NDH prešla na njihovu stranu.

### Majska katastrofa, izručenje i smrt
Alajbegović je napustio Zagreb 6. maja 1945. godine, zajedno sa ostalim članovima Vlade, povlačeći se u Austriju, gde se, nakon kraćega zadržavanja u Krumpendorfu, sklonio u Salzburg. Tu su ga 6. septembra 1945. godine savezničke jedinice uhapsile i uputile u nedaleki koncentracioni logor "Marcus W. Orr" (Glazenbah) gde ostaje do 8. septembra 1946. godine kad su ga Amerikanci izručili komunističkim vlastima. Alajbegović je bio jedini ministar kojeg su izručili Amerikanci (ostale su izručili Englezi).
U saslušanju pred jugoslovenskim komunističkim vlastima 11., 12. i 27. marta 1947. godine.:
| „ | Moram da priznam da je mene kao i mnogo mojih istomišljenika impresioniralo oduševljenje koje je vladalo u Hrvatskoj posle proglašenja NDH. (...) Glavni motiv koji me je vodio da pristupim, odnosno kada sam pristupio ustaškom pokretu, bila je ideja hrvatske države. Na mene je dakle pri tome uticala spoznaja o pravu hrvatskog naroda na svoju državu i drugi motivi me nisu pri tim vodili. (...) Ja sam verovao da nastojanje hrvatskog naroda za slobodom neće biti zanijekano i da će to pravo na državu biti respektovano. | ” |

 (Nada Kisić Kolanović, Muslimani i hrvatski nacionalizam 1941.945., Zagreb, 2009.. стр. 165., 168.)
Krajem maja 1947. godine, izveden je pred Veće Vrhovnog suda NR Hrvatske (zajedno sa vojskovođom Slavkom Kvaternikom i ministrima dr. Vladimirom Košakom, dr. Osmanom Kulenovićem, generalima Miroslavom Navratilom, i Ivanom Perčevićem te nemačkim poslanikom pri NDH Zigfridom Kašeom). 6. juna 1947. godine osuđen je na smrt, a već sledećeg dana je pogubljen.

## Literatura
- Tomasevich, Jozo (2002). War and Revolution in Yugoslavia, 1941-1945: Occupation and Collaboration. Stanford: Stanford University Press. ISBN 978-0-8047-3615-2.
- Povijest Nezavisne Države Hrvatske, Hrvoje Matković